# دومن نواک
دومن نواک (انگلیسی: Domen Novak؛ زادهٔ ۱۲ ژوئیهٔ ۱۹۹۵ ‏(۲۹ سال)) دوچرخه‌سوار اهل اسلوونی است.
از باشگاه‌هایی که در آن بازی کرده‌است می‌توان به تیم دوچرخه‌سواری بحرین–مریدا و تیم یوای‌ئی امارات اشاره کرد.